# منتخب المجر لاتحاد الرغبي
منتخب المجر الوطني لاتحاد الرغبي هو ممثل المجر الرسمي في المنافسات الدولية في اتحاد الرغبي .